# Xavos
|  | Aquest article tracta sobre la planta. Si cerqueu la moneda, vegeu «Xavo». |

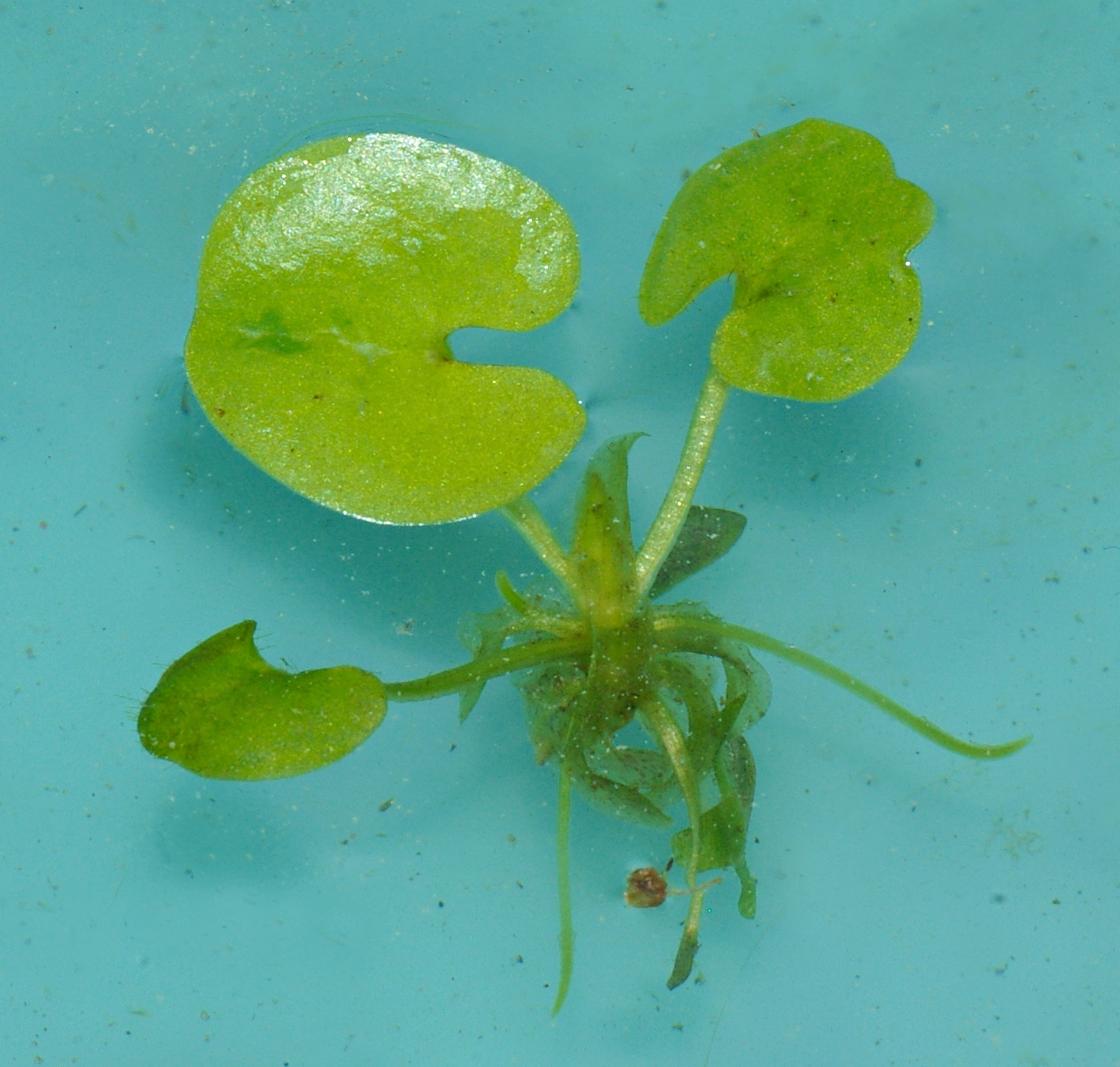
Planta jove d'Hydrocharis morsus-ranae

Els xavos, hidrocaris o mos de granota (Hydrocharis morsus-ranae L.) és una espècie del gènere Hydrocharis. És una planta amb flors que sura lliurement i que fa petites flors blanques. "Morsus-ranae" significa "mossegada de granota" en llatí, i forma part del nom científic d'aquesta espècie perquè les granotes en mosseguen les fulles. El mos de granota europeu sovint es confon amb el mos de granota americana (Limnobium spongia) a causa del seu aspecte i la seva flotació similar. Normalment, té un comportament invasiu al Canadà i a l'Amèrica del Nord, amb repercussions importants en els ecosistemes autòctons. No obstant això, el mos de granota europeu és eficient per a acumular altes concentracions de metalls pesants i productes químics, per la qual cosa elimina els residus de l'aigua.

## Descripció
Hydrocharis morsus-ranae és una planta perenne amb un creixement estolonífer, que arriba a un diàmetre de 0,1 a 1,5 metres. Forma rosetes individuals que van d'1 a 30 cm. Tot i que principalment té plantes masculines i femenines separades, de vegades mostra els dos sexes en diferents brots dins d'un grup de plantes (genet) en lloc de dins de la mateixa roseta. La planta té arrels blanques no ramificades que s'estenen fins a 50 cm amb nombroses arrels amb pèls estesos. Les fulles flotants circulars mostren un aerènquima visible a la superfície inferior. Els pecíols esvelts, de 6–14 cm, tenen dues estípules laterals lliures a la base.
Les flors d' Hydrocharis morsus-ranae tenen característiques úniques. Són mascles o femelles, i ambdós són simètriques i atrauen insectes per a la pol·linització. Les flors masculines s'agrupen d'una manera determinada, amb 2-5 cabdells coberts per dues fulles protectores. Aquestes fulles porten les dues primeres flors que floreixen. En canvi, les flors femenines creixen sempre soles i van envoltades d'una única estructura tubular. Tant les flors masculines com les femenines tenen tres sèpals de color vermella verdosa i pètals blancs. És important destacar que totes les altres parts reproductives d'aquestes flors són de color groc brillant.

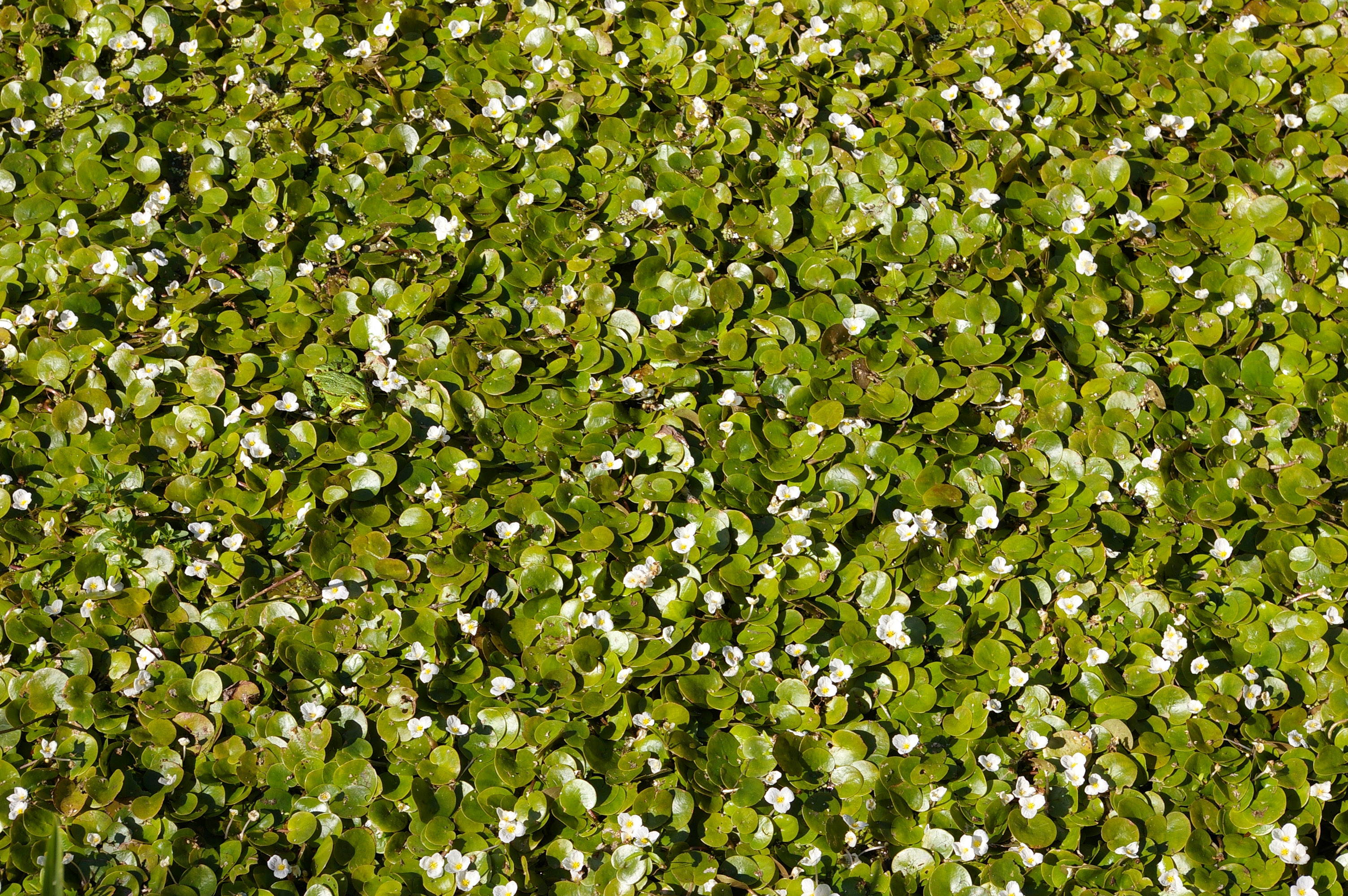
Desenvolupament massiu del mos de granota europeu

## Hàbitat i distribució
Hydrocharis morsus-ranae és originari d'Europa i Àsia i n'hi ha en rius de flux lent, aigües estancades, séquies aquàtiques i braços morts de rius. A la primeria, es va introduir al Canadà i a l'Amèrica del Nord el 1932 i s'ha convertit en invasiu a l'est del Canadà i en alguns estats del nord dels Estats Units. El mos de granota europea es considera una plaga en aquestes regions, per tal com colonitza les vies navegables i forma denses masses de vegetació a la superfície i n'amenaça la biodiversitat autòctona. Així, és prohibit de comercialitzar o transportar aquesta planta en estats com Washington o el Minnesota.

## Benefici ambiental
Hydrocharis morsus-ranae tendeix a acumular més metalls en el seu òrgan quan creix prop de les fàbriques en comparació amb les granges o àrees recreatives. La planta naturalment té grans quantitats de certs metalls com el potassi, el cobalt, el ferro i el nitrogen, independentment d'on creixi. Els recercadors van descobrir que la planta és bona per absorbir i emmagatzemar metalls específics, cosa que la converteix en un candidat potencial per a netejar la pol·lució de l'aigua. Tanmateix, cal més recerques que esbrinin on trobar les millors condicions per al seu creixement i assegurar-se que massa quantitat de metalls no danyen la planta.